# Ankenes kommun
Ankenes kommun (norska: Ankenes kommune) var en kommun i Nordland fylke i norra Norge. Kommunen omfattade den östra delen av nuvarande Narviks kommun. Orten Ankenes utgjorde kommunens centralort.

## Administrativ historik
Ankenes kommun upprättades den 1 januari 1884 när den dåvarande kommunen Ofoten delades i två och de båda kommunerna Ankenes respektive Evenes bildades. Kommunen hade 1 734 invånare vid upprättandet.
Den 1 januari 1902 bröts stadskommunen Narvik ut ur kommunen som då minskade från 6 728 invånare före delningen till 3 023 invånare efter.
Den 1 januari 1964 gick kommunen upp i Narviks kommun. Kommunens hade då 7 022 invånare.